# 斯塔克維爾 (喬治亞州)
斯塔克維爾（英語：Starkville）是位於美國喬治亞州李縣的一個鬼鎮。由於此地已於1872年被荒廢，本地已無人居住。

## 地理
斯塔克維爾的座標為31°46′20″N 84°08′44″W / 31.77222°N 84.14556°W，而該地的平均海拔高度為81米（即266英尺）。